# Isham Warren Garrott

Isham Warren Garrott

Isham Warren Garrott (* 1816 im Anson County, North Carolina; † 17. Juni 1863 in Vicksburg, Mississippi) war ein US-amerikanischer Politiker, Geschäftsmann und Brigadegeneral der Konföderierten Staaten von Amerika im Sezessionskrieg.

## Leben
Nach seiner Schulausbildung studierte Garrott an der University of North Carolina Jura, wurde 1840 Staatsanwalt in Marion, Alabama und betätigte sich in der Politik, wo er 1845 und 1847 in das Repräsentantenhaus von Alabama gewählt wurde. In den folgenden Jahren wurde er Mitinhaber der Marion and Alabama River Transportation Company und Präsident des Howard College in Marion.

## Sezessionskrieg
Bei Ausbruch des Bürgerkriegs stellte er auf eigene Kosten das 20. Alabama Infanterieregiment zusammen, zu dessen Colonel er ernannt wurde. Nach der Schlacht um Port Gibson (Mississippi) übernahm er die Stelle des gefallenen Generals Edward Dorr Tracy als Brigadegeneral und wurde mit seinen Truppen zur Verteidigung von Vicksburg beordert. Während der vom 18. Mai – 4. Juli 1863 andauernden Belagerung von Vicksburg wurde Garrott am 17. Juni 1863 von einem Scharfschützen der Unionsarmee erschossen.
Ihm zu Ehren wurde das Fort Garrott nahe Vicksburg benannt.